# Doksy (stacja kolejowa)
Doksy – stacja kolejowa w Doksach, w kraju libereckim, w Czechach. Jest ważnym węzłem kolejowym o znaczeniu regionalnym. Znajduje się na wysokości 270 m n.p.m.
Jest zarządzana przez Správę železnic. Na stacji istnieje możliwość zakupu biletów i rezerwacji miejsc.

## Linie kolejowe
- 080 Bakov nad Jizerou - Jedlová